# Bengt Johan Strand
Bengt Johan Strand (1738 - 1790) fue un naturalista, y explorador sueco.

## Vida
Estudió en Upsala como alumno de Linneo, y luego en Universidad de Gotinga de Johann David Michaelis.

## Obra
- Carlos Linneo, bengt johan Strand. 1756. Flora Palaestina ...